# День Аватара
«День Аватара» (англ. Avatar Day) — пятый эпизод второго сезона американского мультсериала «Аватар: Легенда об Аанге».

## Сюжет
На лагерь команды Аватара нападают маги огня. Они забирают свои вещи, кроме бумеранга Сокки, и улетают на Аппе. Парень переживает из-за потери своего оружия, и они закупаются в лавке. Продавец поздравляет их с Днём Аватара, и команда отправляется в город, чтобы побольше разузнать о празднике. На площадь привозят гигантские статуи Аватаров Року, Киоши и Аанга, и парень с факелом сжигает их. Тем временем Зуко снова надевает Синюю маску и грабит мужчину с женщиной. Он приносит продукты дяде, и Айро интересуется, откуда он их достал, но племянник уходит от ответа. Катара использует магию воды, чтобы потушить горящие статуи, и их ругают. Вождь деревни Тонг рассказывает, что 300 лет назад Аватар Киоши убила их предводителя Чина Великого. Аанг хочет отстоять свою честь и соглашается на суд, и его заключают под арест. Он просит Сокку расследовать это дело. А Зуко совершает налёт на очередного путника.
Вождь приводит Сокку и Катару на место преступления и говорит, что Киоши атаковала Чина сзади, выйдя из храма. После ему поставили статую. Когда Тонг уходит, Сокка обнаруживает, что храм и статуя сделаны из одного камня, а это значит, что Киоши не было там. Они собираются плыть на остров Киоши. Аанг знакомится с сокамерником. Сокка и Катара прибывают на остров Киоши, и все печалятся, что нет Аанга. Они рассказывают Ояджи о случившимся, и он ведёт их к храму Аватара Киоши. Он также говорит, что Суюки ушла на войну. В храме Сокка узнаёт, что у Киоши были большие ноги, а след у обрыва на месте преступления был маленький. Аанг общается с другими заключёнными, а Сокка и Катара смотрят на картину в честь Дня Киоши, когда 370 лет назад образовался их остров. Они готовы защищать честь Аанга, и когда говорят об этом Тонгу, он сообщает, что у них своя судебная система, и только он будет решать, кто прав. На суде он обвиняет Аватара, и Аангу не удаётся оправдаться с помощью улик Сокки.
Дядя Айро не понимает, откуда деньги у Зуко, который принёс много вещей. Он говорит племяннику, что в бедности есть свои достоинства, и просит его не терять надежду, чтобы не опускаться до самых низких инстинктов. Катара переодевает Аанга в Киоши, и Тонг объявляет его виновным. Однако появляется дух Аватара Киоши, и она признаёт, что убила Чина, потому что он был завоевателем, угрожавшим её родине. Когда он пришёл к её землям, она отделила материк, образовав остров, а Чин упал с обрыва. Вождь деревни убеждается в «вине» Аватара и готовится к вынесению приговора. Зуко говорит дяде Айро, что обдумал его слова, и решает пойти своим путём, покидая старика. Тот даёт ему их лошадь, и юноша ускакивает. Аанг крутит колесо наказаний, и ему выпадает участь быть сваренным в чане с кипящим маслом. Являются те же люди огня и собираются захватить деревню. Вождь меняет решение и просит Аанга служить обществу, изгнав захватчиков. В ходе битвы Сокка смог забрать свой бумеранг. Когда команда побеждает солдат нации Огня, вождь деревни объявляет новый праздник в честь Аватара, который будет прославлять его, и благодарит Аанга за помощь.

## Отзывы

Динамика оценок IGN к эпизодам 2 сезона мультсериала

Тори Айрленд Мелл из IGN поставил эпизоду оценку 8,7 из 10 и написал, что ему «очень понравилось начало, когда Сокка потерял свой бумеранг». Критика заинтересовало, что будет с Зуко после расставания с дядей. Рецензент отметил, что «это был один из тех эпизодов, в которых мы просто сидели сложа руки и смеялись над происходящим юмором».
Хайден Чайлдс из The A.V. Club посчитал, что «история Зуко и Айро неплохо работает», отметив, что «Айро стыдно за грабежи Зуко, и он пытается заставить его понять свою ошибку, при этом не отрекаясь от любимого племянника». Критик написал, что «сцена, в которой суровые на вид заключённые дают Аангу советы про любовь, взята прямо из иронического ситкома, но это не значит, что это плохая сцена», добавив, что посмеялся над ней.